# Tichon (Niedosiekin)
Tichon, imię świeckie Nikołaj Niedosiekin (ur. 14 lutego 1956 w Jarosławiu) – rosyjski biskup prawosławny.

## Życiorys
Urodził się w rodzinie kapłana prawosławnego. W 1979 ukończył moskiewskie seminarium duchowne, zaś w 1986 – Moskiewską Akademię Duchowną. W 1990 złożył wieczyste śluby zakonne przed metropolitą krutickim i kołomieńskim Juwenaliuszem, przyjmując imię Tichon na cześć świętego Tichona, patriarchy Moskwy. W tym samym roku przyjął święcenia kapłańskie i został proboszczem parafii Zaśnięcia Matki Bożej w Widnym.
6 maja 1992 został przełożonym restytuowanego po sześćdziesięcioletniej przerwie męskiego monasteru św. Katarzyny w tym samym mieście. Od 1997 jest dziekanem monasterów eparchii moskiewskiej. 10 maja 1999 został wyświęcony na biskupa widnowskiego, wikariusza eparchii moskiewskiej (obwodowej). W 2021 r., w związku z reorganizacją eparchii, został przeniesiony do eparchii moskiewskiej miejskiej, jako wikariusz patriarchy moskiewskiego i całej Rusi, z zachowaniem dotychczasowego tytułu.  